# مهرجان الأردن للأفلام القصيرة
مهرجان الأردن للأفلام القصيرة (JSFF)  تم تأسيسه كمهرجان فني للأفلام لتوفير منصة لصانعي الأفلام المستقلين في الأردن والعالم العربي لعرض أفلامهم مع مواكبة أحدث التطورات في حركة صناعة الأفلام المستقلة في جميع أنحاء العالم. يدار المهرجان من قبل جمعية عمان التعاونية لصناعة الأفلام (AFC)  وهي مجموعة أفلام مقرها عمان ، الأردن.

## وصلات خارجية
- مفتوح لتقديم الأفلام - JSFF'09
- الشبكة الاقتصادية الصينية: الأردن ينطلق مهرجان الأفلام القصيرة
- مفتوح لتقديم الأفلام - JSFF'08
- سؤال وجواب مع مدير مهرجان JSFF حازم بيطار
- الفائزون والأفلام - JSFF'07
- مجلة Filmmaker - JSFF دعوة للتقديم
- مسابقة JSFF Mobile Movie
- الاختيار الرسمي - JSFF'07
- مهرجان كليرمون فيران في الأردن